# Кремидів
Креми́дів — село в Україні, у Івано-Франківському районі Івано-Франківської області. Входить до складу Дубовецької сільської громади. Колишній орган місцевого самоврядування — Кінчаківська сільська рада. Населення становить 178 осіб (станом на 2001 рік). Село розташоване на південному сході Івано-Франківського району, за 11,4 кілометра від м. Галич.

## Географія
Село Кремидів лежить за 11,4 км на схід від Галича, фізична відстань до Києва — 410,6 км.
| Клімат Кремидова        | Клімат Кремидова | Клімат Кремидова | Клімат Кремидова | Клімат Кремидова | Клімат Кремидова | Клімат Кремидова | Клімат Кремидова | Клімат Кремидова | Клімат Кремидова | Клімат Кремидова | Клімат Кремидова | Клімат Кремидова | Клімат Кремидова |
| Показник                | Січ.             | Лют.             | Бер.             | Квіт.            | Трав.            | Черв.            | Лип.             | Серп.            | Вер.             | Жовт.            | Лист.            | Груд.            | Рік              |
| Середній максимум, °C   | −0,8             | 0,7              | 5,8              | 13,8             | 19,5             | 22,6             | 23,9             | 23,4             | 19,2             | 13,3             | 6,1              | 1,2              | 12,4             |
| Середня температура, °C | −4               | −2,4             | 2,0              | 8,8              | 14,0             | 17,3             | 18,5             | 17,9             | 14,0             | 8,6              | 3,0              | −1,4             | 8,0              |
| Середній мінімум, °C    | −7,1             | −5,4             | −1,8             | 3,8              | 8,6              | 12,0             | 13,2             | 12,5             | 8,9              | 4,0              | 0,0              | −4               | 3,7              |
| Норма опадів, мм        | 31               | 31               | 33               | 51               | 80               | 94               | 97               | 72               | 54               | 38               | 37               | 40               | 658              |
| ----------------------- | ---------------- | ---------------- | ---------------- | ---------------- | ---------------- | ---------------- | ---------------- | ---------------- | ---------------- | ---------------- | ---------------- | ---------------- | ---------------- |
| Джерело:                |                  |                  |                  |                  |                  |                  |                  |                  |                  |                  |                  |                  |                  |

## Історія
Перша згадка про село датується 1435 роком.
У 1482 році дідич (посідач) села Дажбог Кремидівський продав його за 400 гривень польському шляхтичу Яну з Ходча. У XIX ст. село було у власності шляхтичів Волянських.

## Населення
Станом на 1989 рік у селі проживали 258 осіб, серед них — 100 чоловіків і 158 жінок.
За даними перепису населення 2001 року у селі проживали 178 осіб. Рідною мовою назвали:
| Мова       | Кількість осіб | Відсоток |
| ---------- | -------------- | -------- |
| українська | 176            | 98,88%   |
| російська  | 2              | 1,12%    |

## Політика
На виборах у селі Кремидів працює окрема виборча дільниця, розташована в приміщенні клубу. Результати виборів:
- Парламентські вибори 2002: зареєстровано 147 виборців, явка 91,84%, найбільше голосів віддано за Блок Віктора Ющенка «Наша Україна» — 92,59%, за Комуністичну партію України — 2,96%, за Соціалістичну партію України — 2,22%. В одномандатному окрузі найбільше голосів отримав Роман Ткач (Блок Віктора Ющенка «Наша Україна») — 86,67%, за Ольгу Бабій (самовисування) проголосували 3,70%, за Василя Крука (самовисування) — 1,48%[8].
- Вибори Президента України 2004 (перший тур): 128 виборців взяли участь у голосуванні, з них за Віктора Ющенка — 95,31%, за Віктора Януковича — 1,56%, за Олександра Мороза — 1,56%[9].
- Вибори Президента України 2004 (другий тур): 142 виборці взяли участь у голосуванні, з них за Віктора Ющенка — 98,59%, за Віктора Януковича — 0,70%[10].
- Вибори Президента України 2004 (третій тур): зареєстровано 153 виборці, явка 94,12%, з них за Віктора Ющенка — 97,22%, за Віктора Януковича — 2,08%[11].
- Парламентські вибори 2006: зареєстровано 150 виборців, явка 83,33%, найбільше голосів віддано за блок Наша Україна — 44,53%, за Блок Юлії Тимошенко — 22,40%, за Громадянський блок «Пора—ПРП» — 20,80%[12].
- Парламентські вибори 2007: зареєстровано 146 виборців, явка 78,77%, найбільше голосів віддано за Блок Юлії Тимошенко — 66,09% за блок Наша Україна — Народна самооборона — 24,35%, за Партію регіонів — 6,09%[13].
- Вибори Президента України 2010 (перший тур): зареєстровано 145 виборців, явка 64,83%, найбільше голосів віддано за Юлію Тимошенко — 52,13%, за Віктора Януковича — 22,34%, за Арсенія Яценюка — 8,51%[14].
- Вибори Президента України 2010 (другий тур): зареєстровано 139 виборців, явка 64,03%, з них за Юлію Тимошенко — 73,03%, за Віктора Януковича — 22,47%[15].
- Парламентські вибори 2012: зареєстровано 114 виборців, явка 54,39%, найбільше голосів віддано за Всеукраїнське об'єднання «Батьківщина» — 48,39%, за партію УДАР — 16,13% та Партію регіонів — 12,90%.[16] В одномандатному окрузі найбільше голосів отримав Дмитро Симак (самовисування) — 34,85%, за Володимира Купчака (Всеукраїнське об'єднання «Батьківщина») проголосували 28,79%, за Миколу Круця (самовисування) — 12,12%[17].
- Вибори Президента України 2014: зареєстровано 111 виборців, явка 62,16%, з них за Петра Порошенка — 72,46%, за Юлію Тимошенко — 10,14%, за Олега Ляшко — 7,25%[18].
- Парламентські вибори в Україні 2014: зареєстровано 112 виборців, явка 50,89%, найбільше голосів віддано за «Народний фронт» — 47,37%, за Блок Петра Порошенка — 28,07% та Радикальну партію Олега Ляшка — 8,77%.[19] В одномандатному окрузі найбільше голосів отримав Михайло Довбенко (Блок Петра Порошенка) — 38,60%, за Романа Вірастюка (Народний фронт) проголосували 26,32%, за Дмитра Симака (Радикальна Партія Олега Ляшка) — 14,04%[20].